# Adorazione dei pastori con i santi Longino e Giovanni Evangelista
Adorazione dei pastori con San Longino e San Giovanni Evangelista è un dipinto a olio su tavola (275x212 cm) realizzato nel 1535 circa dal pittore Giulio Romano.
È conservato nel Museo del Louvre di Parigi e faceva parte delle Collezioni Gonzaga di Mantova.